# تفسیر المیزان
المیزان فی تفسیر القرآن که بیشتر به تفسیر المیزان شهرت دارد از جامع‌ترین و مفصل‌ترین تفاسیر شیعی قرآن به زبان عربی است که در قرن چهاردهم هجری به قلم سید محمدحسین طباطبایی (۱۲۸۱–۱۳۶۰ ه‍.ش) در ۲۰ جلد نگاشته شده‌است.

## مؤلف
سید محمدحسین طباطبایی فیلسوف، حکیم متأله و مفسر قرآن در سال ۱۲۸۱ هـ. ش (۲۹ ذی‌القعده ۱۳۲۱ ه‍.ق) در روستای شادباد از توابع تبریز به دنیا آمد. در کودکی پدر و مادر خود را از دست داد و همراه با برادر کوچکترش محمد حسن الهی طباطبایی در مکتب‌خانه به فراگیری علوم مقدماتی پرداخت. در سال ۱۳۰۴ برای تکمیل تحصیلات رهسپار نجف می‌شود و نزد علمای بزرگی همچون محمدحسین غروی اصفهانی (مشهور به کمپانی)، محمد حسین نائینی، حجت کوه‌کمری، حسین بادکوبه‌ای، ابوالقاسم خوانساری و سید علی قاضی به تلمذ می‌پردازد. (به اذعان علامه طباطبایی، علی قاضی بر روحیه و مشی وی در زندگی تأثیر بسیار عمیقی داشته‌است). پس از نیل به مقام اجتهاد، در سال ۱۳۱۴ به سبب اختلال در وضع معاش به زادگاه خویش، تبریز بازمی‌گردد و بعد از مدتی به سال ۱۳۲۵ به قم مهاجرت می‌کند. طباطبایی از این زمان تا پایان حیات خود، ضمن تدریس دروس فلسفه و تفسیر در حوزه علمیه قم، به کار نگارش تفسیر المیزان می‌پردازد و آن را پس از نزدیک به بیست سال، در لیلةالقدر ۲۳ رمضان سال ۱۳۵۰ ه‍.ش به انجام می‌رساند.
وی در روز ۲۴ آبان‌ماه ۱۳۶۰ ه‍.ش درگذشت و در مسجد بالاسر حرم معصومه دفن شد. غیر از تفسیر المیزان، از دیگر آثار وی می‌توان به «اصول فلسفه و روش رئالیسم»، «بدایة الحکمة»، «نهایة الحکمة» و «شیعه در اسلام» اشاره کرد.

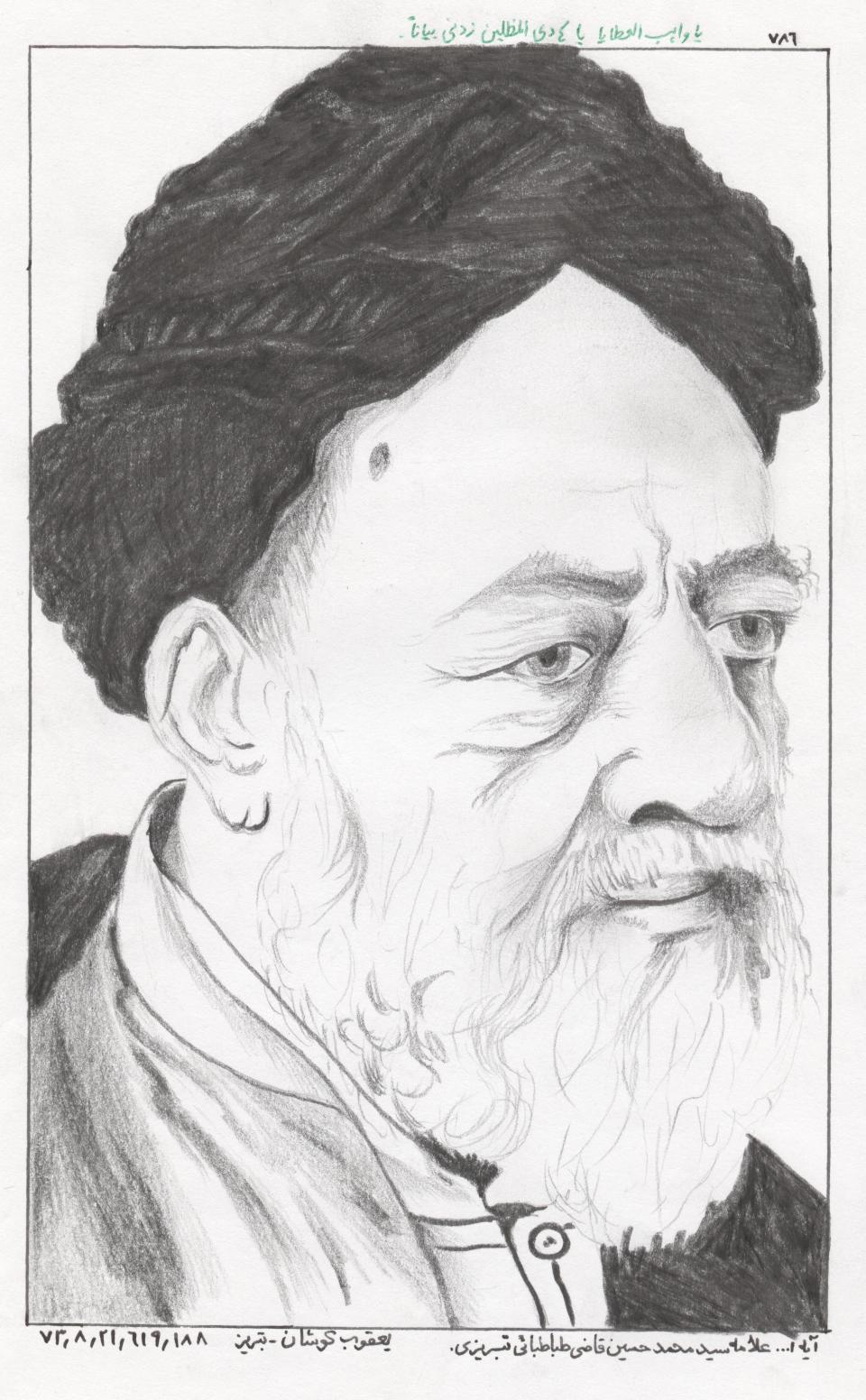
نگاره‌ای از سید محمدحسین طباطبایی، مؤلف کتاب

## معرفی تفسیر
اساس کار تفسیر المیزان، به حکم «إن القرآن یفسر بعضه بعضاً»، بر قاعدهٔ «تفسیر قرآن به قرآن» است. بدین معنا که معیار اول برای تفسیر قرآن، خود قرآن است؛ در جایی که آیات محکم قرآنی می‌تواند دیگر آیات دشوار و متشابه را تفسیر و تبیین نماید، اسباب نزول، آراء مفسران و روایات منقول در درجهٔ دوم اعتبار قرار می‌گیرد. علامه طباطبایی معتقد است، وقتی قرآن مدعی است که «تبیاناً لکل شیء» (روشنگر هر چیز) است، چطور ممکن است برای بیان مقاصد خود محتاج به غیر خود باشد. هیچ مطلب مبهمی در قرآن وجود ندارد تا مجبور باشیم قرآن را به کمک غیر قرآن بشناسیم؛ بلکه قرآن را باید به خود قرآن شناخت همان‌گونه که نور را باید با نور دید. علامه طباطبایی در بخشی از مقدمهٔ المیزان می‌نویسد: 
قرآن خود را تبیان کل شی ء می‌داند؛ آن‌وقت چگونه ممکن است که «بیان» خودش نباشد! قرآن خود را هدایت مردم و بیناتی از هدی، و جدا سازندهٔ حق از باطل معرفی نموده، می‌فرماید: «هدی للناس، و بینات من الهدی و الفرقان»، آن‌وقت چطور ممکن است هدایت، بینه، فرقان و نور مردم در تمامی حوائج زندگی‌شان باشد، ولی در ضروری‌ترین حاجت‌شان که فهم خود قرآن است، نه هدایت باشد، و نه تبیان، و نه فرمان، و نه نور؟! قرآن به تمامی افرادی که در راه خدا مجاهدت می‌کنند مژده داده که ایشان را به راه‌های خود هدایت می‌کند، و فرموده: «و الذین جاهدوا فینا لنهدینهم سبلنا»، آن‌وقت در مهمترین جهادشان که همانا فهم کلام پروردگارشان است، ایشان را هدایت نکند و به فرضیات علمی احاله کند؟
در این روش مؤلف ابتدا مجموعهٔ چند آیه از یک سوره را که سیاق واحدی دارد، ذکر می‌کند و به بیان مفردات، وجوه اشتقاق و مباحث لغوی می‌پردازد؛ سپس در بخش «بیان آیات»، به تفکیک هر آیه، کار تفسیر و تبیین مفاهیم را پی می‌گیرد و این‌جاست که ـ عنداللزوم ـ به نقل و نقد آراء مفسرین بزرگ اعم از شیعه یا سنی وارد می‌شود؛ در پایان نیز، بخشی را با عنوان «بحث روایتی» به بررسی و نقد روایات فریقین در خصوص آیات مورد نظر اختصاص می‌دهد. همچنین مؤلف کتاب در خلال تفسیر، به تناسب موضوع، مباحثی تحلیلی ـ توصیفی با رویکردهای فلسفی، اجتماعی، تاریخی یا علمی مطرح می‌کند که من‌حیث‌المجموع، تتمه‌ای بر تفسیر آیات است. با توجه به اندیشهٔ فلسفی علامه طباطبایی، تفسیر وی بر قرآن بیشتر رویکردی فلسفی می‌یابد اگر چه می‌کوشد تا از چارچوب قرآن و دایرهٔ دلالت‌های لفظی و معنایی آیات گامی فراتر نگذارد. او با دقت نظر و تسلط شگفتی که بر قرآن دارد، بارها و در جای‌جای المیزان، با قرار دادن آیات هم‌سیاق در کنار یکدیگر، ضمن اقامهٔ دلایل عقلی و استشهاد به براهین قرآنی به تبیین مفاهیم و ذکر مصادیق آیات می‌پردازد. تفسیر المیزان به جهت انصاف علمی، اتقان روش و دقت مضامین، از سوی عامه و خاصه در ایران و جهان اسلام همواره محل توجه و اقبال بوده‌است.

## نظرات دیگران دربارهٔ المیزان
- جوادی آملی: "المیزان در میان تفاسیر، چون کتاب ارزشمند "جواهرالکلام" است که همانند آن، هم کمبود گذشتگان - عیب و نقص - را جبران کرد و هم زمینه تحقق آیندگان - تتمیم و تکمیل - را فراهم ساخت."[۱۰]
- حسن‌زاده آملی: تفسیر عظیم الشأن المیزان که عالم علم را مایه فخر و مباهات است یکی از آثار نفیس قلمی و امّ الکتاب مولفات اوست. این تفسیر شهر حکمت و مدینه فاضله‌ای است.[۱۱]
- مرتضی مطهری: صد سال بعد قدر این تفسیر شناخته خواهد شد.[۱۲]
- آقابزرگ تهرانی: این کتاب موسوعه‌ای بزرگ در تفسیر قرآن می‌باشد که با اسلوبی متین و شیوه‌ای فلسفی تألیف یافته و تاکنون دو مجلد آن به زیور طبع آراسته شده‌است.
- نوری همدانی: هیچ تفسیری به جامعیت المیزان وجود ندارد زیرا علامه به هرآنچه باید در این زمینه بیان می‌شده‌است اشاره کرده‌اند.[۱۳]

## ترجمه‌ها
اصل تفسیر المیزان در بیست مجلد و به زبان عربی نگاشته شده‌است. ابتدا جمعی از مدرسین حوزه علمیه قم از جمله ناصر مکارم شیرازی، محمدتقی مصباح یزدی، سید محمد باقر موسوی همدانی، عبدالکریم بروجردی و… به ترجمهٔ کتاب پرداخته، آن را در ۴۰ مجلد به فارسی برگرداندند. اما از آنجا که نیمی از کتاب به خامهٔ سید محمدباقر موسوی همدانی ترجمه شده بود، به توصیهٔ علامه طباطبایی، باقی مجلدات کتاب یک بار دیگر به وسیلهٔ موسوی همدانی به زبان فارسی برگردانده شد تا کل تفسیر المیزان با یک قلم ترجمه شده باشد.
متن عربی کتاب توسط دارالکتب الاسلامیه در تهران (۱۳۷۵ ه‍.ق) و مؤسسهٔ الاعلمی در بیروت (۱۳۸۲ ه‍.ق و ۱۴۱۷ ه‍.ق)، و متن فارسی کتاب توسط مؤسسهٔ دارالعلم قم، کانون انتشارات محمدی تهران و دفتر انتشارات اسلامی (وابسته به جامعهٔ مدرسین حوزهٔ علمیهٔ قم) مکرر به چاپ رسیده‌است.
- استانبولی: تفسیر المیزان توسط مؤسسه انتشاراتی کوثر ترکیه به زبان ترکی استانبولی در حال ترجمه و انتشار است و تاکنون ۱۴ جلد نخست آن ترجمه و منتشر شده‌است.[۱۵]
- روسی: عبدالکریم تاراس محقق و مترجم روسی با همکاری جامعة المصطفی العالمیه تاکنون ۵ جلد نخست ترجمه تفسیر المیزان به‌زبان روسی ترجمه کرده‌است.[۱۶]
- انگلیسی: هفت جلد نخست تفسیر المیزان در قالب ۱۲ جلد توسط سیدسعید اختر رضوی و با حمایت مؤسسه جهانی خدمات اسلامی به انگلیسی ترجمه شد، بعد از وفات مترجم فرزندش جلد ۱۳ آن را ترجمه کرد.[۱۷]